# Мері-Софі Гарві
Мері-Софі Гарві (англ. Mary-Sophie Harvey; нар. 11 серпня 1999) — канадська плавчиня.
Призерка Панамериканських ігор 2019 року.
Призерка Чемпіонату світу з плавання серед юніорів 2015 року.